# Alarma autollamadora
Las alarmas autollamadoras tienen un transmisor accionado por un pulsador, que se lleva puesto para caso de necesitar ayuda sea cual sea el lugar de la casa donde la persona que lo necesita se encuentre.

## Funcionamiento
Estos transmisores portátiles envían una señal a la unidad de alarma. El transmisor está diseñado para ser colocado alrededor del cuello o de la muñeca, o para ser pinzado en la ropa. Algunos modelos ofrecen métodos adicionales para fijar la alarma, por ejemplo, un pulsador en la propia unidad de alarma, botones de pared o cordones de tirado. 
Una vez que se ha presionado el botón, la unidad de alarma contactará automáticamente con un familiar o amigo o con un centro de control especial. La mayoría de los sistemas de alarma permiten a la persona que contesta a la llamada el oír y hablar con el llamante, aunque esto no es imprescindible cuando ha saltado la alarma mediante la pulsación del botón.
Si la alarma ha conectado con el centro de control, aparecerán automáticamente los datos del llamante en la pantalla del operador. El operador tratará generalmente de hablar con el llamante, principalmente mediante un canal de intercomunicación que se ha abierto cuando se ha activado la alarma y si el llamante necesita ayuda, o si el operador no obtiene respuesta, enviará una persona ( personal sanitario, bomberos, etc.. ) que realice una visita.
Una alarma que llame directamente a la casa de un familiar o amigo, estará generalmente programada para llamar a más de un número, para aumentar las posibilidades de encontrar a alguien.
A continuación detallamos las ventajas y desventajas de los sistemas de alarmas autollamadores o auto dialers, como también se conocen.

## Ventajas
- Tienen un coste de funcionamiento relativamente bajo.
- Se conectan a las líneas fijas ya existentes en el hogar o lugar de trabajo.
- El coste de adquisición es muy económico.

## Desventajas
- Es indispensable tener una línea de telefonía existente instalada y en correcto funcionamiento.
- Si se corta el cable de la línea de teléfono, no funcionará el autollamador.
- Tienes que tener amigos o familiares para que les puedan llamar de forma automática.